# Гольдшмидт, Пинхас Соломонович
Пинхас (Филипп) Соломонович Гольдшмидт (нем. Pinchas Goldschmidt; род. 21 июля 1963, Цюрих, Швейцария) — бывший главный раввин Москвы (Конгресс еврейских религиозных организаций и объединений в России). Член президиума Российского еврейского конгресса.

## Биография
Родился в 1963 году в Цюрихе. Дед по материнской линии из карпатских хасидов. Родители — религиозные евреи, живут в Цюрихе, это уже четвёртое поколение. Отец Соломон занимается бизнесом — разработкой автоматизированных систем для доставки одежды на склады. Мать зовут Элизабет. Младший брат — раввин в ЮАР. Его прадед был главным раввином Дании, затем — главным раввином Цюриха. Предки отца рава Пинхаса в Первую мировую войну приехали в Швейцарию из Франции, родственники матери жили в Вене. В 1938 году бабушка заболела туберкулезом, за несколько недель до аншлюса Австрии (слияния её с Германией) они приехали в Швейцарию, там и остались. Родители деда по материнской линии, все его братья и сестры, оставшиеся в Австрии, погибли в концлагере Аушвиц. Прямых «русских» корней у Пинхаса Гольдшмидта нет.
Получил духовное и светское образование. Традиционное еврейское образование — в двух ешивах мира: «Поневеж» (Бней-Брак, Израиль), «Нер Исроэль» (Балтимор, США). Параллельно окончил Университет Хопкинса в Балтиморе. Имеет степень магистра. Имеет раввинскую смиху (диплом).
В 1987—1989 годах работал в раввинате города Нацрат-Илит (Израиль), где принимал деятельное участие в духовной абсорбции репатриантов из СССР.
В 1989 году по указанию своего духовного наставника рабби Моше Соловейчика, а также по поручению главного раввината Израиля и Всемирного еврейского конгресса приехал в Москву в качестве лектора Института изучения иудаизма при АН СССР, возглавляемого раввином Адином Штейнзальцем. В 1989 году по приглашению Главного раввина России Адольфа Шаевича возглавил раввинский суд СССР, а с 1993 года стал главным раввином Москвы.
Был депортирован из России (запрещён въезд) в сентябре 2005 года; разрешён въезд в Россию через три месяца.
С июля 2011 года раввин — главный раввин и глава раввинатского суда (Ав-бет-дин) Москвы.
Публиковался в международной прессе, выступал в Сенате США, Европейском парламенте, Совете Европы, Кнессете, Оксфордском университете, Организации по безопасности и сотрудничеству в Европе, Берлинской конференции по борьбе с антисемитизмом и Гарвардском университете, обсуждая состояние еврейской общины, а также угрозы антисемитизма.
7 июня 2022 года на общем собрании Московской еврейской религиозной общины (МЕРО) был переизбран на должность главного раввина Москвы. В тот же день его невестка Авиталь Чижик-Гольдшмидт опубликовала твит, впоследствии процитированный рядом СМИ за пределами России, в котором она утверждала, что Пинхас Гольдшмидт и его супруга Дара Гольдшмидт «подверглись давлению со стороны российских властей публично поддержать „спецоперацию“ на Украине, — и отказались», вследствие чего в марте раввин с женой улетели в Венгрию, а впоследствии прибыли в Иерусалим.
6 июля сообщил об уходе в отставку с обеих должностей: Главного раввина Москвы и раввина Московской хоральной синагоги.
В июле — сентябре, находясь за пределами России, в ряде интервью для немецких и британских СМИ осудил вторжение России на Украину, заявил, что война является катастрофой, в том числе для России, которая, по его мнению, «огромными шагами» движется назад, в советское прошлое. Кроме того, он пояснил, что «ушёл в отставку, чтобы не ставить под угрозу будущее общины»: «Любой, кто высказывается о войне, рискует быть наказанным и попасть в тюрьму. На нас оказывалось давление, с тем чтобы еврейская община официально высказалась в поддержку войны». В конце 2022 года призвал евреев уезжать из России, прежде чем их сделают «козлами отпущения» из-за войны с Украиной. 30 июня 2023 года Минюст России внёс Гольдшмидта в список иностранных агентов.

## Семья
Жена — Дара Броди — родом из США, её дедушка из Минска. Гольдшмидты воспитывали семерых детей. Дара является учредителем еврейской школы «Эц-Хаим» и еврейского детского пансиона для детей-сирот «Пессин-Ваксман центр». Дара — творческая личность, художница.

## Мнения
Александр Машкевич (по случаю утверждения Пинхаса Гольдшмидта в качестве уполномоченного представителя Всемирного еврейского конгресса (ВЕК) по связям с Восточными христианскими церквями): «Раввин Пинхас Гольдшмидт имеет значительный опыт в сфере общения с представителями иных вероисповеданий, наработанный, в том числе, в рамках деятельности ЕАЕК по продвижению межцивилизационного диалога. Будучи не только религиозным лидером общины, но и ученым-богословом и одновременно человеком современного мира, рав Гольдшмидт, вне всякого сомнения, внесет существенный вклад в развитие плодотворного общения евреев Евразии с представителями православия, и, в первую очередь, — в силу должности главного раввина Москвы — с Русской православной церковью».

## Публикации
Пинхас Гольдшмидт является автором многих научных трудов по Галахе, из которых наиболее фундаментальный — книга респонсов «Зикарон бэ-сэфер», посвященная специфическим вопросам галахи, возникающим у евреев России поздне- и постсоветского периода.

## Награды
27 июля 2016 года правительство Французской Республики присвоило раввину Пинхасу Гольдшмидту звание Кавалера Национального ордена Почётного легиона за его первостепенный вклад в укрепление отношений между Россией и Францией.